# Кармазиновка
Кармазиновка (укр. Кармазинівка) — село, относится к Сватовскому району Луганской области Украины.
Население по переписи 2001 года составляло 247 человек. Почтовый индекс — 92625. Телефонный код — 6471. Занимает площадь 19,9 км². Код КОАТУУ — 4424081502.

## Достопримечательности
В селе находится скит святителя Феодосия Черниговского Святогорской Успенской лавры УПЦ МП.
страница церкви (скита) Святителя Феодосия Черниговского в с.Кармазиновка Архивная копия от 12 августа 2014 на Wayback Machine

## Местный совет
92625, Луганская обл., Сватовский р-н, с. Ковалевка, ул. Октябрьская, 32.